# Strage della caserma di Anghiari
La strage della caserma di Anghiari fu un eccidio causato dall'esplosione di una bomba piazzata nei pressi della Caserma dei Carabinieri di Anghiari da truppe naziste in ritirata. La detonazione avvenne il 18 agosto 1944, causando l'uccisione di tre Carabinieri e dodici civili e il ferimento grave di altri due militari.
La caserma fu minata entro il 29 luglio 1944, data della liberazione di Anghiari dall'occupazione nazifascista. Alcuni ipotizzano che i Tedeschi avessero piazzato il tritolo pensando che l'edificio sarebbe stato utilizzato dal comando inglese. Invece, al momento dello scoppio (alle 10,30 della mattina del 18 agosto), nella caserma si trovavano cinque Carabinieri, la donna delle pulizie e quattro fermati. Di essi si salvarono, pur riportando serie lesioni, solo due militari. Altre sette persone morirono nel crollo di un edificio attiguo alla caserma.

## Le vittime
I quindici deceduti furono il maresciallo Adamo Capulzini (n. 1899), il vice brigadiere Saverio Faraone (1909), il carabiniere Girolamo Fiorini (1907), Teresa Pieracci (1886), il partigiano Pasquale Meoni (1912), Probo Palombini (1886) con i figli Roberto (1927) e Arnaldo (1930), Mafalda Iolanda Leucalitti (1935), Elena Bartolomei (1894), Dante Giuseppe Meoni (1905), Ida Salleolini (1868), Maria Giuseppa Locci (1874), Teresa Socali (1904) e Marietta Inci (1885).
In un breve rapporto, datato 30 agosto 1944, il Comandante Generale dell'Arma dei Carabinieri Taddeo Orlando parla di 16 morti. Ci sarebbe stato anche un soldato italiano non identificato, del quale però nessuno ha mai trovato traccia.